# سارگیس بوداغیان
سارگیس بوداغیان (ارمنی: Սարգիս Բուդաղյան؛ زادهٔ ۱۹۱۰) یک شاعر ارمنی‌تبار اهل ایران بود.

## زندگی‌نامه
وی در ۱۹۱۰ در روستای پایاچوک به دنیا آمد و در مدرسه ابتدایی و متوسطه آمریکایی مموریال تبریز تحصیل نمود و در ۱۹۳۱ فارغ‌التحصیل گشت..   تاریخ درگذشت وی نامعلوم است.